# Lampranthus altistylus
Lampranthus altistylus är en isörtsväxtart som beskrevs av Nicholas Edward Brown. Lampranthus altistylus ingår i släktet Lampranthus och familjen isörtsväxter. Inga underarter finns listade i Catalogue of Life.